# نیالا (جانور)
نیالا (نام علمی: Tragelaphus angasii) نام یک گونه از سرده بزآهو است.